# Потапов (Тацинский район)
Потапов — хутор в Тацинском районе Ростовской области.
Входит в состав Михайловского сельского поселения.
Население — 201 человек.

## География

### Улицы
- ул. Мира,
- ул. Набережная,
- пер. Колхозный,
- пер. Лесной,
- пер. Полевой,
- пер. Степной,
- пер. Школьный.

## Население
| 2010 |
| ---- |
| 166  |